# Sta. Rita de Cássia
Die Sta. Rita de Cássia ist eine 1995 gebaute Doppelendfähre, die im Norden Portugals auf dem Río Miño verkehrt und die portugiesische Kleinstadt Caminha grenzüberschreitend ganzjährig mit dem galicischen Küstenort A Guarda verbindet.

## Bau und technische Daten
Auf Bestellung der Gemeinde Caminha entstand die Sta. Rita de Cássia 1995 auf der portugiesischen Werft Estaleiros São Jacinto in São Jacinto. Die Länge beträgt 36,2 Meter, sie ist 11,0 Meter breit und weist einen Tiefgang von 1,20 Metern auf. Das Schiff ist mit 184 BRZ vermessen, die Tragfähigkeit beträgt 90 Tonnen. Angetrieben wird die Fähre von zwei MAN-Sechszylinder-Dieselmotoren mit jeweils 225 kW Leistung. Für die Stromerzeugung stehen zwei Dieselgeneratoren zur Verfügung.
Das Schiff ist für die Beförderung und Pkw und Lastwagen zugelassen. Namensgeberin der Fähre ist die italienische Nonne Rita von Cascia (1381–1447).

## Geschichte

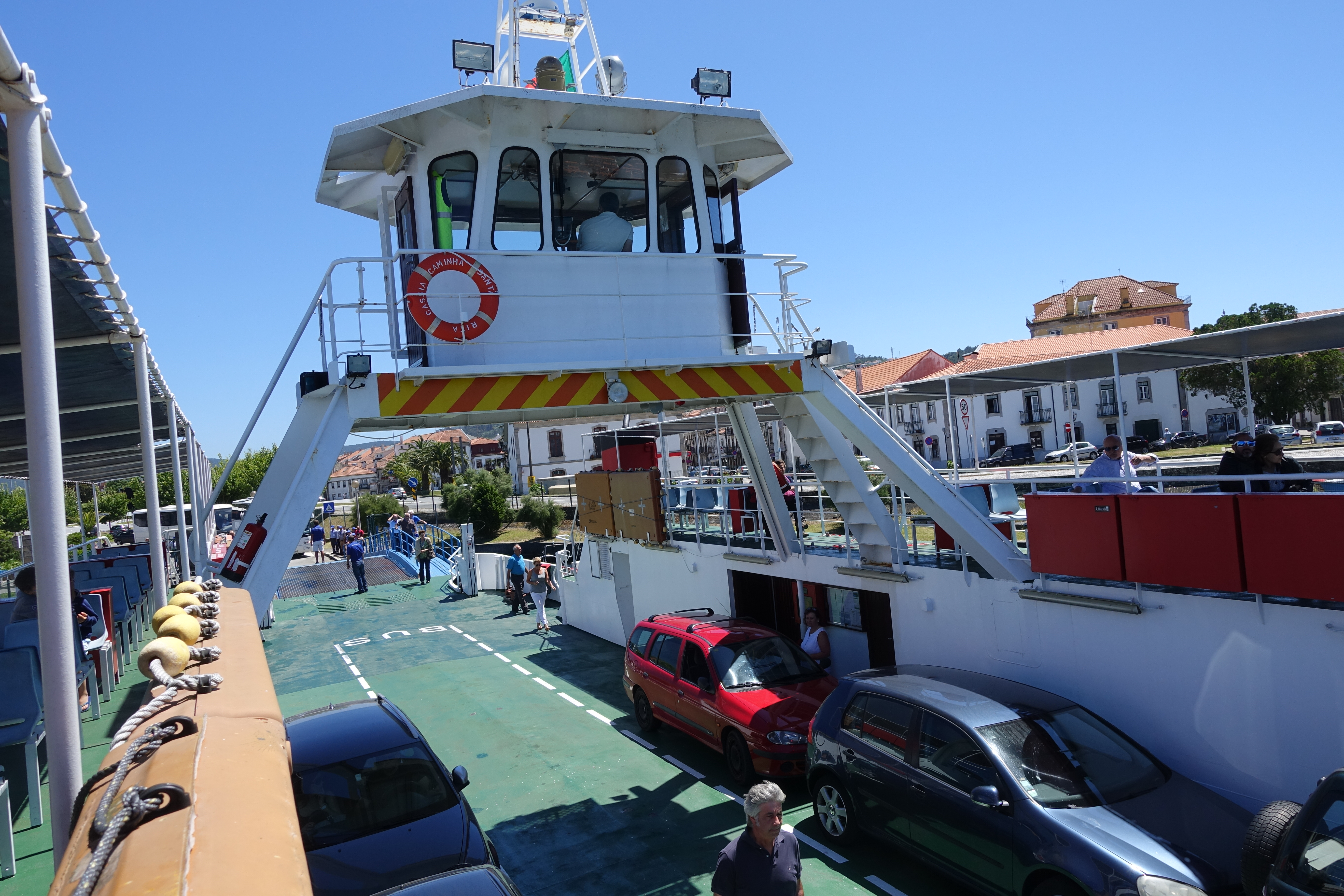
Ladedeck der Sta. Rita de Cassia

Nach Ablieferung an die Gemeinde Caminha nahm die Fähre noch im Dezember 1995 den Betrieb auf. Trägerin des Fährbetriebes ist die Gemeinde selbst, da sie für regelmäßige Verbindungen nach Galicien auf die Fähre angewiesen ist. Die anderen Gemeinden im Miño-Tal – Cerveira, Valença, Monção und Melgaço – verfügen über Brücken nach Spanien. Nutzer der Fähre sind neben Pendlern vor allem Touristen und an den Wochenenden Ausflügler. Nutzerzahlen aus der Zeit vor der Corona-Pandemie liegen für 2018 vor. Demnach nutzen in diesem Jahr rund 90.000 Passagiere die Fähre.
Die Fähre verkehrt täglich von etwa 8.00 Uhr bis etwa 20.00 Uhr durchgehend im Halbstundentakt. Im Winter wird die Betriebszeit auf etwa 18.00 Uhr verkürzt. Maßgeblichen Einfluss auf den Betrieb hat der Wasserstand des Flusses: So verkehrt die Fähre nur bei ausreichendem Wasserstand. Zudem versandet die Fahrrinne immer wieder. Von Juli 2014 bis April 2015 musste der Betrieb aufgrund der Versandung und der ausbleibenden Baggerarbeiten zeitweise sogar ganz eingestellt werden. Für die Fahrt der rund 7,5 Kilometer langen Strecke benötigt die Sta. Rita de Cassia etwa 20 Minuten.